# Wim Vroom
Wilhelmus Hermanus (Wim) Vroom (Amsterdam, 19 mei 1930 − Bergen (Noord-Holland), 30 augustus 2019) was een Nederlands econoom en afdelingsdirecteur bij het Rijksmuseum.

## Biografie
Vroom was een telg uit het geslacht Vroom van V&D en een zoon van mr. Wolbertus Johannes Vroom (1898-1973) en Antonia Helena Maria Dreesmann (1902-1976). Hij studeerde in 1956 af in de economie aan de Universiteit van Amsterdam, en behaalde er in 1961 zijn kandidaatsexamen kunstgeschiedenis. Voor zover bekend was zijn eerste publicatie 'Suster Bertkens doopceel', in De nieuwe taalgids van 1958. Vervolgens was hij conservator van de historisch-topografische atlas van het Amsterdamse gemeentearchief.
Van 1971 tot 1995 was hij verbonden aan het Rijksmuseum, als directeur van de afdeling Nederlandse geschiedenis (als opvolger van Dick Couvée). Hij publiceerde in de loop der jaren tientallen artikelen over kunst en geschiedenis. Daarnaast was hij betrokken bij de organisatie van vele tentoonstellingen in zijn museum, waarvoor hij ook bijdragen leverde aan de bijbehorende catalogi. Bovendien was hij initiatiefnemer van de foto-opdrachten die het Rijksmuseum jaarlijks vanaf 1975 verleent (Document Nederland).
Hij promoveerde cum laude aan de UvA, eveneens in de economische wetenschappen, op 22 mei 1981 op De financiering van de kathedraalbouw in de middeleeuwen, in het bijzonder van de dom van Utrecht; voor dit proefschrift werd hij in 1982 bekroond met de Bucheliusprijs en het werd in 2010 vertaald in het Engels. In 1983 publiceerde hij een soortgelijk werk over de Onze-Lieve-Vrouwe-kerk te Antwerpen. Vanaf 10 september 1991 was hij bijzonder hoogleraar Nederlandse cultuurgeschiedenis, in het bijzonder de studie der voorwerpen, aan de UvA, vanwege het Koninklijk Oudheidkundig Genootschap. Op 12 februari 1992 hield hij zijn oratie onder de titel In tumultu gosico. Over leken en geuzen in woelige tijden. Per 1 september 1997 ging hij met emeritaat. In 1999 werkte hij mee aan het boek Wereldwijd bankieren, ABN AMRO 1824-1999.
Vroom was van 1989 tot 2008 voorzitter van de Ineke Feitz-stichting, genoemd naar zijn nichtje Ineke, dochter van Margaretha Agnes Maria Feitz-Dreesmann (1909-1998) die de stichting oprichtte en wier dochter Christine Justine Maria Feitz (1933-1945) op 11-jarige leeftijd in 1945 plotseling overleed. Deze stichting zet zich in voor kwetsbare en gehandicapte kinderen.
Prof. dr. W.H. Vroom overleed in 2019 op 89-jarige leeftijd. Hij was weduwnaar van Eline van Leeuwen (1942-2004), met wie hij onder andere over Museum Kranenburgh publiceerde, en met wie hij twee zonen kreeg.

## Over Vroom
- Gijs van der Ham: 'Levensbericht Wilhelmus Hermanus Vroom'. In: Jaarboek van de Maatschappij der Nederlandse Letterkunde, 2019-2020, p.239-249

- Bibsys: 90191148
- Bibliothèque nationale de France: cb12677572v (data)
- CiNii: DA08142778
- Digitale Bibliotheek voor de Nederlandse Letteren: vroo038
- Gemeinsame Normdatei: 142223301
- International Standard Name Identifier: 0000 0001 2025 0996
- Library of Congress Control Number: n87818562
- Nationale Bibliotheek van Israël: 987007434113605171
- Nederlandse Thesaurus van Auteursnamen: 068620985
- Réseau des bibliothèques de Suisse occidentale: 02-A003950656
- RKD-Nederlands Instituut voor Kunstgeschiedenis: 437006
- Système universitaire de documentation: 081830785
- Virtual International Authority File: 46883154
- WorldCat: E39PBJh4vFRW6rJRXbPPfkQcyd